# Alfonso Penela
Alfonso Carlos Penela Fernández, nacido en Vigo en 1955, es un arquitecto gallego.

## Trayectoria y estilo
Obtuvo el título de arquitecto en la ETSA de Barcelona en el año 1980. En la actualidad es profesor del Departamento de Proyectos Arquitectónicos de la Escuela Técnica Superior de Arquitectura de La Coruña.
Sus principales proyectos responden básicamente a una vocación experimental basada en formulaciones que funden el Movimiento Moderno con elementos de orden plural que dejan adivinar la preferencia por las novedades formales, así como por el equilibrio y por la orden compositiva, como en la vivienda unifamiliar en Aldán (Cangas de Morrazo). La constante atención que demostrar respecto a las cuestiones técnicas y estructurales se ve incrementada por sus inquietudes respecto a los componentes funcionales que lo llevan a trabajar con un amplio abanico de propuestas y variantes, tanto en los proyectos para viviendas, como en sus intervenciones en espacios públicos o centros docentes, como la facultad de ciencias económicas y empresariales de la Universidad de Vigo.
Este arquitecto concibe los espacios mediante volúmenes fraccionados que establecen un diálogo con contorno, como en el caso del pabellón polideportivo de Manzaneda.

## Obras destacadas
- Parador nacional de turismo de Mugía (La Coruña) en la costa de la Muerte, 2010. Inaugurado el 25 de junio de 2020.

- Restaurante el Camaleón en la playa de Samil. Vigo, 1984 (demolido en 2021).[8]

- Facultad de ciencias económicas y empresariales en el Campus Universitario de Lagoas-Marcosende. Vigo, 1988-1991.[9]

- Centro de salud en Cambados. Comarca del Salnés, 1989-1991.[10]

- Escuela infantil en Conjo. Santiago de Compostela, 1989-2002.[11]

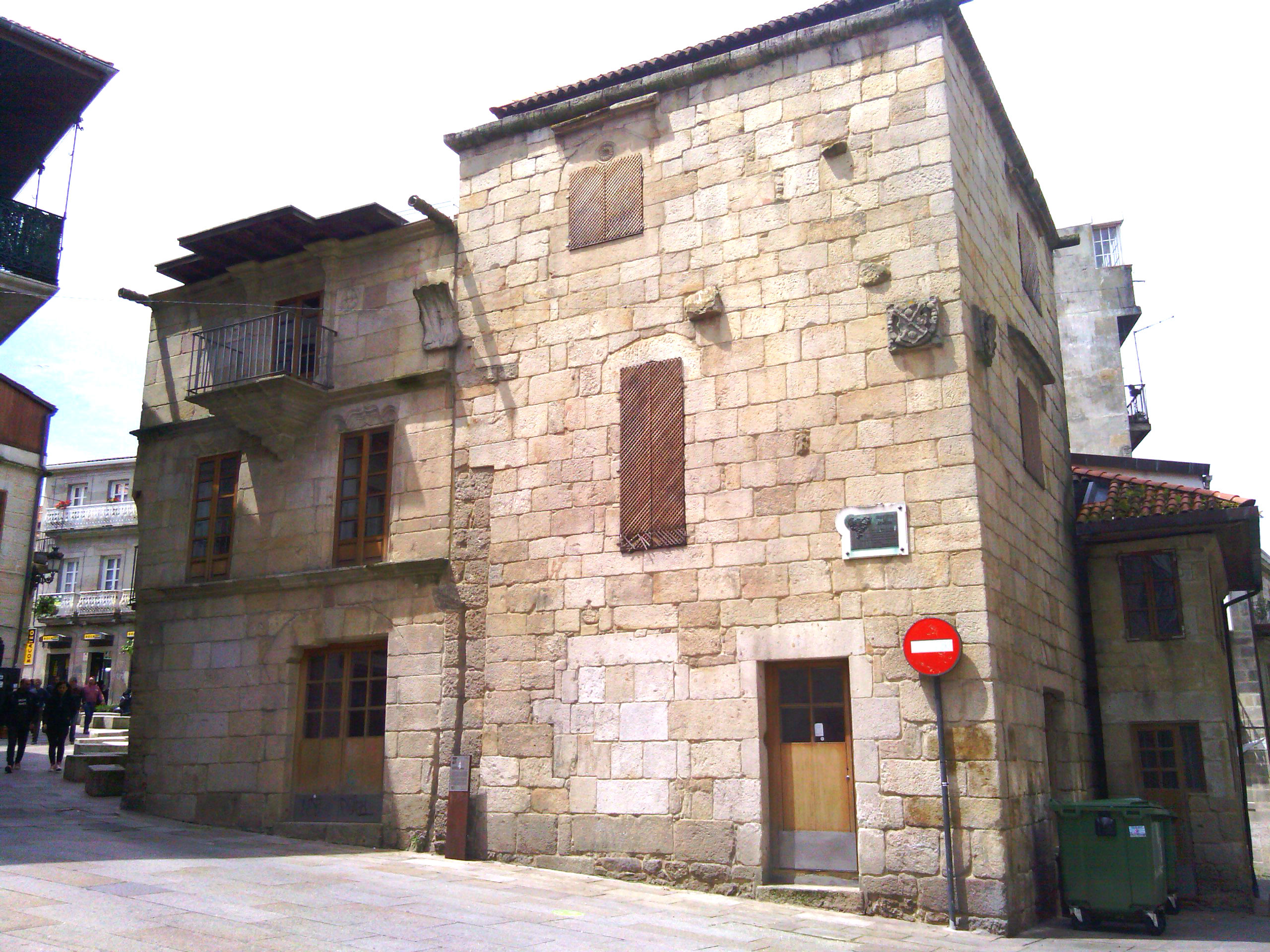
Conjunto donde se encuentra la Casa Torre de Ceta y Arines. A su lado, la casa Casa Torre de Pazos Figueroa. Juntos forman la sede del Instituto Camões de Vigo.

- Rehabilitación de la Casa Torre de Ceta y Arines para la sede del Instituto Camões. Vigo, 1993-1998.[12]

- Centro de salud de la doblada. Vigo, 1993.[13]

- Vivienda unifamiliar en Boborás. Provincia de Orense, 1994.

- Centro de salud en Coya. Vigo, 1996-1999.[14]

- Vivienda unifamiliar MJ Priegue en Nigrán. Comarca del Val Miñor, 1997-2001.[15]

- Pabellón polideportivo en la estación invernal de Cabeza de Manzaneda. Provincia de Orense, 1998-2000.

- Residencia para estudiantes en el Campus Universitario de Lagoas-Marcosende. Vigo, 2000-2002.

- Edificio de la rectoría en el Campus Universitario de Lagoas-Marcosende. Vigo, 2001.

- Edificio Citexvi en el Campus Universitario de Lagoas-Marcosende. Vigo, 2011.

- Vivienda unifamiliar en cabo Estai. Vigo, 2014.

- Rehabilitación del edificio del Círculo Cultural Mercantil e Industrial de Vigo para la Sede Social del Real Club Celta. Vigo, 2016-2018.[16]

- Rehabilitación del Hospital Xeral para la Ciudad de la Justicia. Vigo, 2017-2022.[17]

## Premios y distinciones
- 1984, Concurso del COAG en Vigo.

- 1992, Concurso Nacional Expopiedra.

- 2001, Premio GranDeArea de Aportación a la Arquitectura.

- 2001, Concurso VI Premios Hermanos Gómez Román de Arquitectura y Urbanismo.

- 2006, Premio de Arquitectura Ascensores Enor.

- 2009, Premio Juana de Vega de Arquitectura.

- 2014, Premio GranDeArea de Aportación a la Arquitectura.[18]

- 2022, Vigués distinguido.[19]

## Galería de imágenes

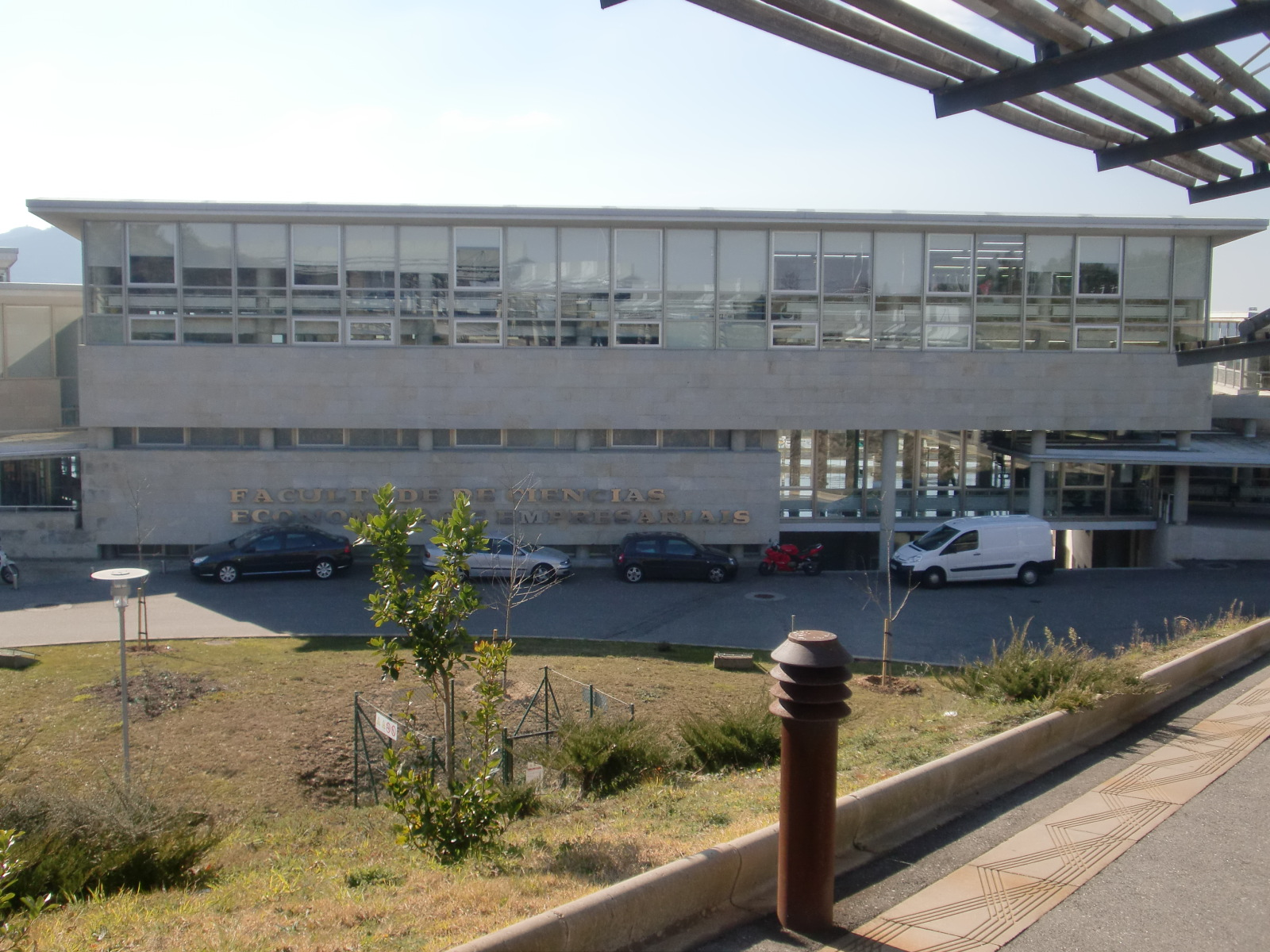
Facultad de ciencias económicas y empresariales en el Campus Universitario de Lagoas-Marcosende, 1988-1991.
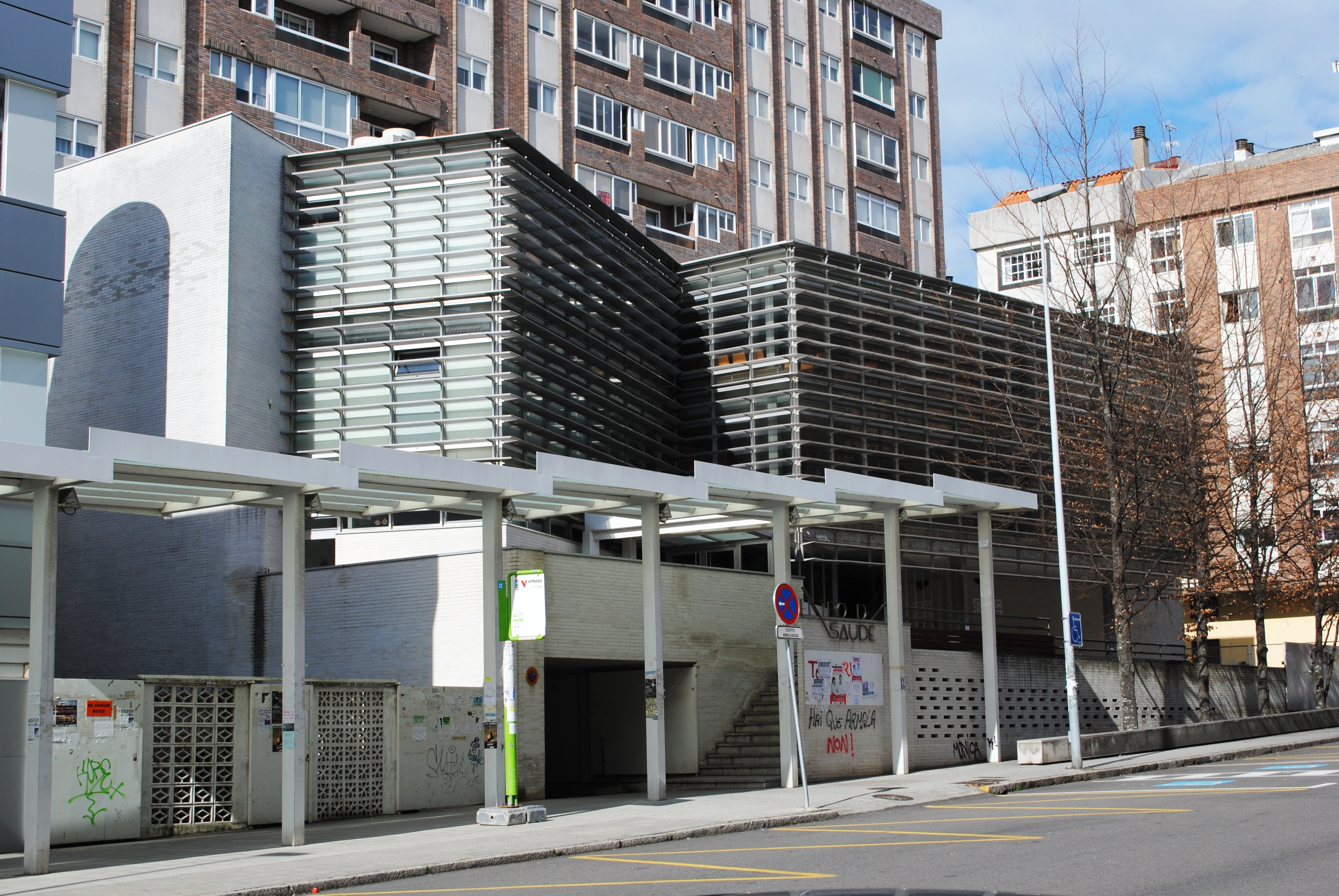
Centro de salud de la doblada en Vigo, 1993.
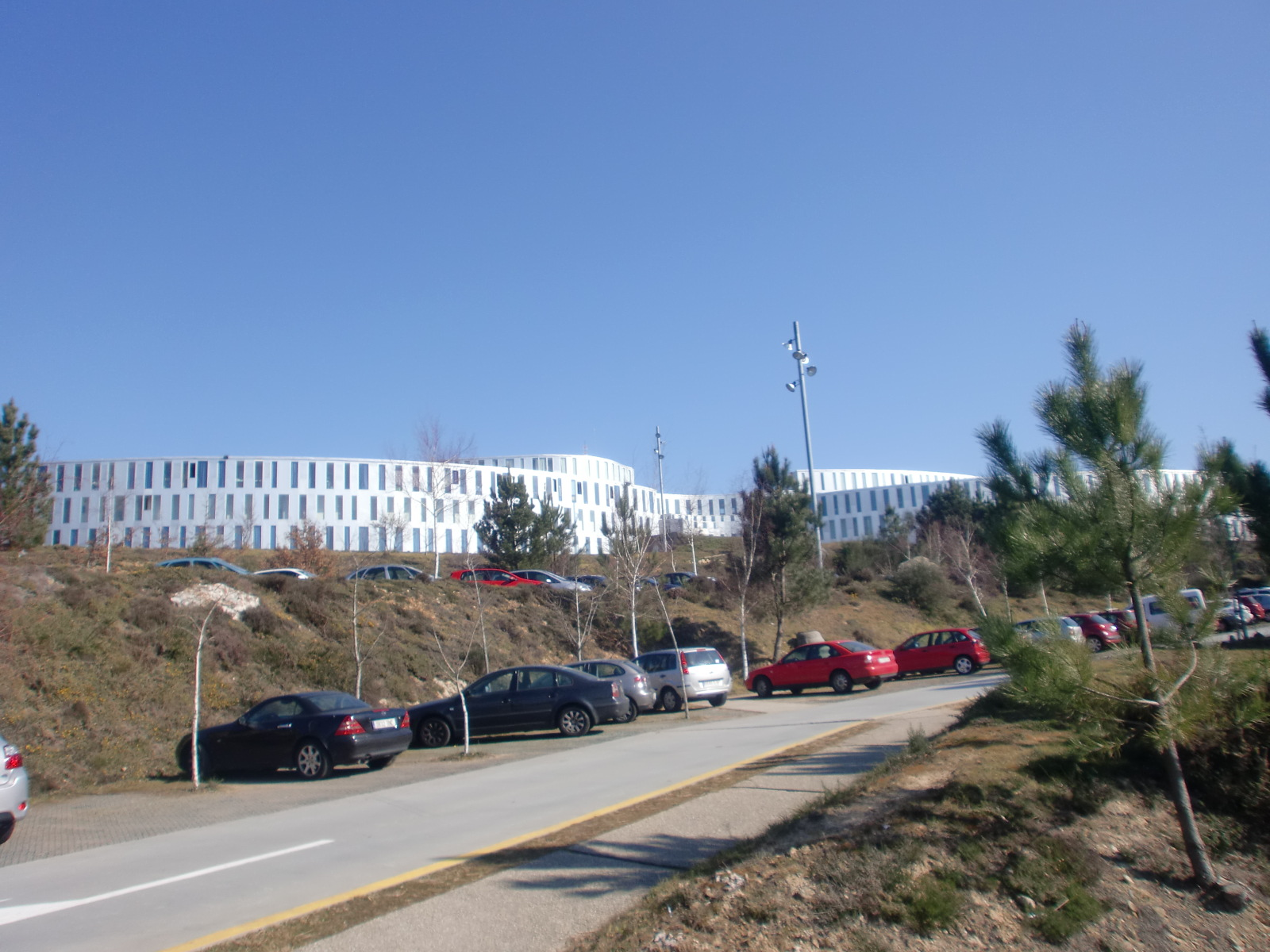
Residencia para estudiantes en el Campus Universitario de Lagoas-Marcosende, 2000-2002.
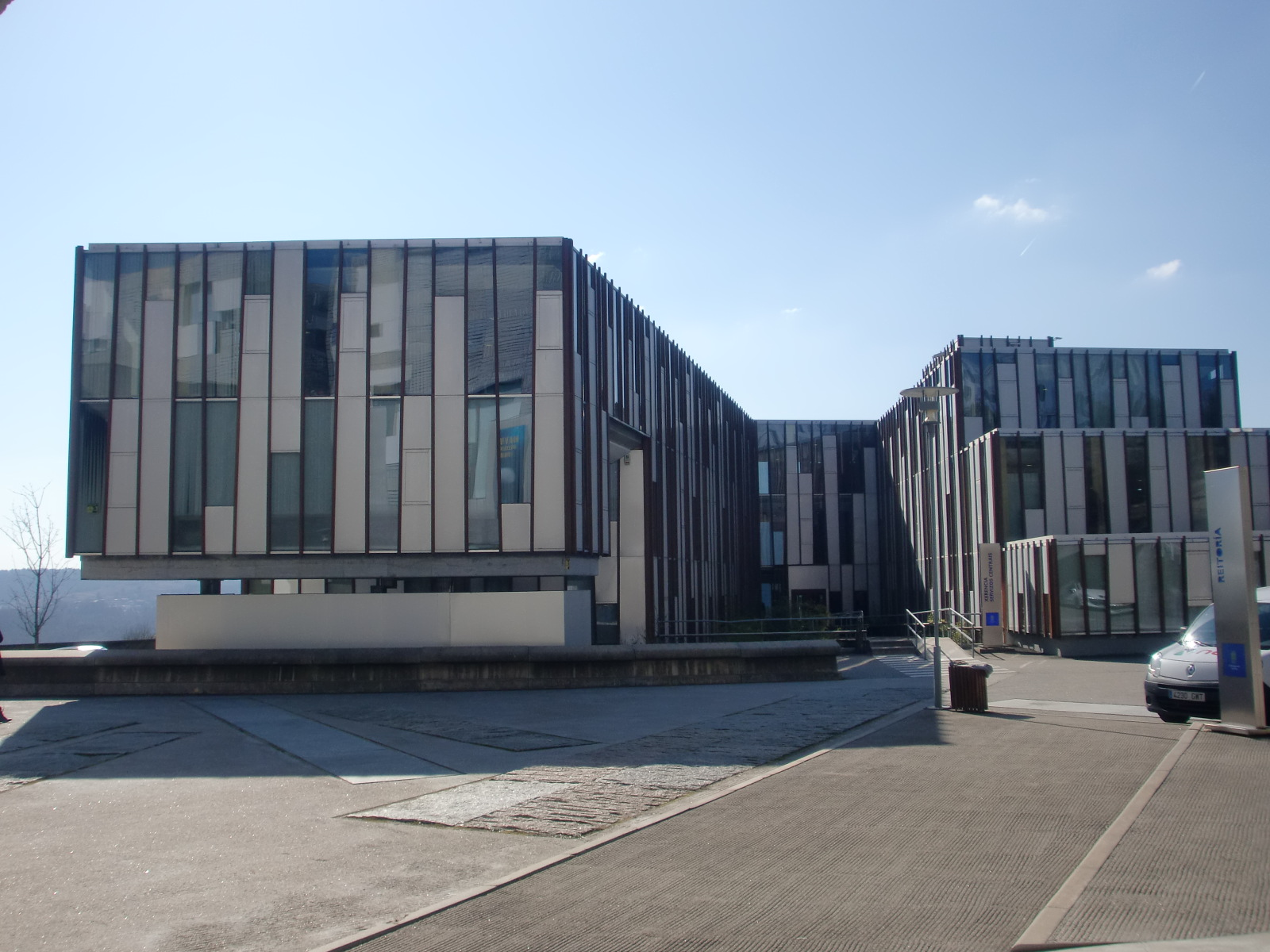
Edificio de la rectoría en el Campus Universitario de Lagoas-Marcosende, 2001.
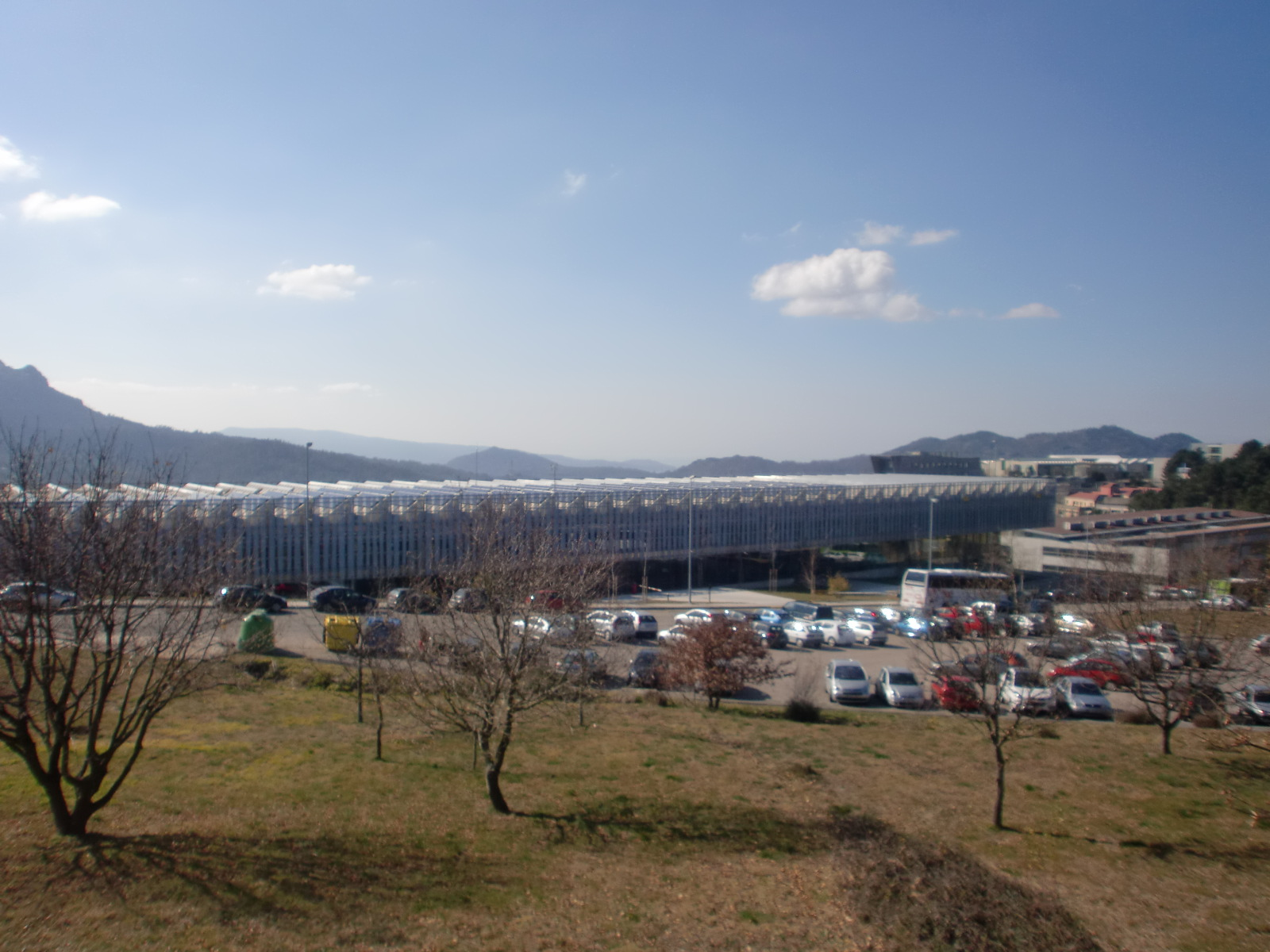
Edificio Citexvi en el Campus Universitario de Lagoas-Marcosende, 2011.